# Jetsmark Kirke
Jetsmark Kirke er en kirke i den sydlige del af Pandrup i Jetsmark Sogn i det tidligere Hvetbo Herred Hjørring Amt i Vendsyssel, nu Jammerbugt Kommune i Region Nordjylland.
Kirken var muligvis viet til Sankt Nikolaus i middelalderen. Apsis, kor og skib blev opført i romansk tid af fint tilhugne granitkvadre, apsis over dobbeltsokel med attisk profil over skråkant, kor og skib over skråkantsokkel. Norddøren med retkantet afslutning er endnu i brug, syddøren er tilmuret. I apsis sidder et oprindeligt vindue med symboler for Matthæus og Lukas indhugget i overliggeren. I skibets nordside ses et romansk vindue. I sengotisk tid blev tårnet opført af genanvendte kvadre og munkesten. Våbenhuset er ligeledes fra sengotisk tid. I våbenhuset er anbragt en runesten med indskriften: Hove satte stenen efter sine brødre Thorlak og Ride.
I sengotisk tid fik kor og skib hvælvinger, apsis fik ved samme lejlighed et treribbet hvælv og blev skilt fra koret ved en mur. Tårnrummet åbner sig mod skibet ved en spidsbue.
Altertavlen fra omkring 1570 hænger over korbuen og er restaureret efter Nationalmuseets Bevaringsafdelings undersøgelser. Efter flere forandringer gennem tiderne bliver altertavlen i 1910 fjernet fra sin plads og taget ud af brug. Årsagen er, at kalkmalerierne nu er genopdaget og er ved at blive fremdraget. Menigheden ser nu på altervæggens kalkmalerier af Dommedag og monstransgemmets gitter i stedet for. Den gamle altertavle bliver først hængt højt op på den hvide flade over korbuen, og dermed stadig synlig for blikket op mod alteret, men senere bliver den ophængt nede på nordvæggen i skibet. I år 2000 blev altertavlen restaureret. Alterbordet er fra ca. 1600. Bordets paneler er af lyst lakeret fyr med rektangulære felter med tre på forsiden og to i hver side. Profilerne i felterne er belagt med bladguld.
Døbefonten af sandsten er af nyere dato. Udskiftet af Birkelse Gods i slutningen af den periode, hvor godset var kirkeejet (indtil 1915). Inskriptionen der er hugget ud på siden af døbefonten er JETSMARK. Dåbsfad med tilhørende dåbskande. Fra middelalderen ca. år 1500, hvor man overøste børnene til dåb.
Prædikestolen er fra slutningen af 1500-tallet. Lydhimmelen er af egetræ. Stolen består af seks lodrette fag. Hvert fag er delt op i tre, et stort udskåret billedfelt i midten, et lille malet billedfelt forneden, og et endnu mindre felt foroven med inskription. Søjlerne er glatte bortset fra to ringe. Foroven har de et korintisk kapitæl med mange krummelurer. De udskårne billeder i de store felter forestiller set fra venstre; 1. Julenat. 2. Jesu dåb. 3. Korsfæstelsen. 4. Opstandelsen. 5. Himmelfarten. 6. Genkomsten.
Henover de store udskårne billeder er der små felter med indskrift. Indskriften lyder; POTENTIA DEIPERIN FIRMITATEM CONFICITUR Z.COR.IZ V.9 16ZO
Orgelet er bygget af Th. Frobenius og Sønner i 2008. Instrumentet blev taget i brug ved en gudstjeneste søndag den 5. oktober 2008. I foråret 2011 blev orgelet forsynet med den 21. stemme – en terst 1 3/5 og med setzer kombinationer, som muliggør en hurtig og præcis styring af instrumentets farveklang.

## Kalkmalerier som altertavle
Kirken er rig på kalkmalerier fra 1474, og den bemalede mur mellem apsis og kor fungerer nu som altertavle. I den åbner et gitter til et monstransskab. Åbningen flankeres af Sankt Thomas af Canterbury, Sankt Nikolaus, Sankt Laurentius og Sankt Andreas. Over dem ses Kristus som Verdensdommer flankeret af Maria og Johannes Døberen samt Sankt Peter og Mikael Sjælevejer. Forneden styrtes de fortabte i Helvedgabet, deriblandt pave, bisp og munk samt en kejser. I korhvælvet ses evangelistsymboler samt Moses og flere kirkefædre med skriftbånd. På korets nordvæg ses svage rester af kalkmalerier fra 1300-tallet. I skibets to østlige hvælv ses nytestamentlige scener, i skibets tredje fag ses Pinseunderet og helgener. Kalkmalerierne blev afdækket i 1908 og restaureret i 1911 af konservator Eigil Rothe (1868-1929). Kalkmalerierne er blevet genrestaureret i 1999.
I skibets 2. fag ses i østkkapen en væbnet mand med tonsur og rosenkrans i bæltet (måske en tempelridder), desuden ses Vejen til Emmaus. I sydkappen ses Barnemordet (nu delvist skjult af lydhimlen) og Martin deler sin kappe med tiggeren samt Middag i Emmaus og Himmelfarten. På nordvæggen ses Bebudelsen, Besøgelsen, Fødslen (?) og Indtoget i Jerusalem.

## Galleri
- Runestenen i Våbenhuset
- Kirkerummet set mod øst
- Prædikestolen fra slutningen af 1500-tallet.
- Døbefonten
- Kalkmaleri: Jesus som tolvårig i tempelet, omgivet af skriftkloge
- Kalkmaleri: Kristi himmelfart. Jesus farer op til Himlen.
- Kirken i 2010
- Kirken i 2010

## Eksterne kilder og henvisninger
- Wikimedia Commons har flere filer relateret til Jetsmark Kirke
- Hideko Bondesen på nordenskirker.dk Arkiveret 31. januar 2011 hos  Wayback Machine
- Jetsmark Kirke hos KortTilKirken.dk
- Jetsmark Kirkes hjemmeside Arkiveret 28. september 2013 hos  Wayback Machine